# Schlacht von Jargeau
Die Schlacht von Jargeau fand am 11. und 12. Juni 1429 statt und war Jeanne d’Arcs erste Angriffsschlacht. Kurz nachdem sie die Belagerung von Orléans beendet hatten, eroberten französische Kräfte das umliegende Gebiet entlang des Flusses Loire. Dieser Feldzug war die erste nachhaltige französische Offensive des Hundertjährigen Krieges seit einer Generation.

## Hintergrund
Zu Ende des Jahres 1428 während der späten Jahre des Hundertjährigen Krieges hatten die Engländer und ihre Burgundischen Alliierten fast ganz Frankreich nördlich der Loire besetzt. Viele strategisch wichtige Punkte entlang des Flusses waren ebenfalls besetzt worden und Orléans stand als letzte große Stadt an der Loire unter französischer Kontrolle, als sie im Oktober 1428 von den Engländern belagert wurde. Bei einem Erfolg würden die Engländer das gesamte Tal der Loire kontrollieren und hätten alle Möglichkeiten für eine Invasion von Südfrankreich, dem letzten verbliebenen Rückzugsgebiet des Dauphins, gehabt.
Am 8. Mai gelang es den Kriegern des Dauphin, angeführt von Jeanne d’Arc, bei einem Gegenangriff die Belagerung von Orléans zu beenden. Die dortige Brücke über die Loire war aber von den Engländern kurz vor ihrem Abzug zerstört worden. In den folgenden Monaten wurden weitere Truppen ausgehoben und trainiert, um das gesamte Loire-Tal wieder unter französische Kontrolle zu bringen. Das erste Ziel dieser Gegenoffensive sollte Jargeau sein, das auch über eine Loire-Brücke verfügte. Am 9. Juni schloss sich Jeanne d’Arc der neu aufgebauten und von Herzog Jean II. de Alençon geführten Truppe in Orléans an und noch am gleichen Tag setzte sich diese in Marsch. Nur kurz zuvor, am 8. Juni, hatte Sir John Fastolf mit einer englischen Entsatzarmee von mehreren Tausend Mann Paris in Richtung Loire verlassen.

## Jargeau
Jargeau war eine kleine Stadt am südlichen Ufer der Loire in Mittelfrankreich, keine 20 km östlich von Orléans. Erobert von den Engländern einige Jahre zuvor als Ausgangspunkt für eine geplante Invasion von Südfrankreich, wurde die Stadt durch eine Mauer, Türme und befestigte Tore verteidigt. Ein Graben auf der Außenseite der Mauer verstärkte die Verteidigung zusätzlich. Außerhalb der Stadtmauern waren Vorstädte entstanden. Zudem gab es eine befestigte Brücke über die Loire, die im späteren Kriegsverlauf bedeutend sein sollte.

## Schlachtverlauf
Jeanne d’Arc und Herzog Jean II. de Alençon kontrollierten eine Truppe von etwa 1200 Mann. William de la Pole, 4. Earl of Suffolk, kommandierte die etwa 700 Mann starke englische Truppe, die auch über Schießpulverwaffen verfügte. Die Schlacht begann am 11. Juni 1429 mit einem französischen Angriff auf die Vorstädte. Die englischen Truppen verließen zur Abwehr die Stadtmauern und schlugen die Franzosen zunächst in die Flucht. Jeanne d’Arc nutzte aber ihre Standarte, um die französischen Truppen erneut zu sammeln, woraufhin die Engländer die Vorstädte wieder aufgaben und erneut Position auf den Stadtmauern bezogen.
Am folgenden Morgen forderte Jeanne d’Arc die Verteidiger zur Kapitulation auf, was diese ablehnten. In der Folge beschossen die Franzosen die Stadt mit Belagerungswaffen, woraufhin einer der Türme der Stadt einstürzte. Der englische Earl ersuchte nun seinerseits um Kapitulationsgespräche, führte diese aber mit einem der französischen Unterbefehlshaber, dem Kommandeur Étienne de Vignolles. Dieser Bruch des Protokolls, also das Führen von Verhandlungen am französischen Oberbefehlshabers Herzog de Alençon vorbei, führte zu Streit unter den Franzosen und ließ sie die englischen Kapitulationsangebote ablehnen.
Die Stadt wurde nun im Sturm erobert, mit Jeanne d’Arc an der Spitze der Truppen. Sie überlebte den Treffer eines Steinprojektils, der an ihrem Helm in zwei Teile zersplitterte. Die Engländer erlitten in der Schlacht schwere Verluste. Die meisten Schätzungen gehen von 300–400 gefallenen englischen Soldaten bei nur geringen französischen Verlusten aus.